# Forever Ranch and Gardens
El Por Siempre Rancho y Jardines (en inglés: Forever Ranch and Gardens), es un nuevo jardín botánico del desierto de 40 acres (16 hectáreas) de extensión, a unas 17 millas (27 km) de Yucca, y 45 millas (72 km) sur de Kingman, Arizona, Estados Unidos.

## Localización
El jardín está situado en el desierto en las faldas de las Montañas Hualapai, a una altitud de 3,000 pies (910 m), en la USDA zona 9B.
- Promedio de temperaturas 22 °F (−6 °C) a 110 °F (43 °C).
- Promedio anual de lluvias de 8 a 10 pulgadas (20 a 25 cm).

Forever Ranch and Gardens, near Kingman, Mohave County, Arizona United States of America-Estados Unidos de América.
La entrada es libre.

## Historia
La propiedad de la finca donde asienta el jardín botánico fue adquirida en 1998, y comenzó a funcionar como tal en 1999.
La misión del jardín es la de educar a la gente en cuanto a la belleza y la diversidad de las plantas xéricas, y emplear la tecnología de las energías renovables así como técnicas de  construcción de bajo impacto medioambiental. Está previsto para un futuro próximo, que el jardín incorpore las plantas de biomas de desierto de todo el mundo. 

## Colecciones
Actualmente se han contabilizado en la zona unas 165 especies de plantas nativas y plantas exóticas naturalizadas. Entre estas se incluyen:
- Cactus (16 especies)
- Yucas, agaves, y nolinas (7)
- Bulbos (4)
- Árboles (12)
- Arbustos leñosos (50)
- Plantas perennes de porte herbáceo (30)
- Plantas silvestres anuales (50)
- Líquenes (20)
- Musgos (5)
- Helechos (3)
- Marchantiophytas (1)

Además, se han plantado en la zona más de 2000 cactus, suculentas, arbustos, y árboles de pequeño porte, principalmente ocotillos (Fouquieria splendens), Joshua trees (Yucca brevifolia), barrel cactus, hedgehog cactus, y organ pipe cactus (Stenocereus thurberi). 
Otras plantaciones incluyen saguaros (Carnegiea gigantea), golden barrels (Kroenleinia grusonii), red barrel cactus (Ferocactus acanthodes), Cyphostemma juttae, Mexican cardon (Pachycereus pringlei), ironwood (Olneya tesota), y Mojave yuccas (Yucca schidigera). Está previsto que las cifras de nuevas plantaciones alcancen de 20,000 a 30,000 especímenes.